# Istituto statale di istruzione superiore Roberto Rossellini
L'istituto statale di istruzione superiore "Roberto Rossellini" è una scuola statale secondaria di secondo grado di Roma, intitolata al regista Roberto Rossellini.

## Storia
Nato nel 1961 come istituto professionale per la cinematografia scientifica ed educativa, si trasforma nel 1968 in istituto professionale per la cinematografia e l'anno successivo in istituto di Stato per la cinematografia e la televisione, per il rilascio di diplomi di maturità professionale.
L'istituto ha sede dal 1970 negli ex stabilimenti cinematografici Ponti-De Laurentiis, da cui eredita due teatri di posa e vari fabbricati poi trasformati in aule e uffici. Negli anni, si è poi allargato con vari laboratori e sale per la gestione dei vari dipartimenti (fotografia, montaggio e suono, ripresa, produzione multimediale ecc.), incluse aule attrezzate, palestre, campi sportivi, biblioteche, videoteche, webradio e webtv.
Dal 2019, con accesso anche dal cortile della scuola, vi è lo "Spazio Rossellini", polo culturale multidisciplinare della Regione Lazio.